# Governador Lindenberg
Governador Lindenberg là một đô thị thuộc bang Espírito Santo, Brasil. Đô thị này có diện tích 359,613 km², dân số năm 2007 là 9735 người, mật độ 27,07 người/km².